# Gol fantasma
No futebol, Gol Fantasma é uma gíria utilizada quando há uma dúvida a respeito de se uma bola entrou ou não no gol. Ou seja, quando não se sabe se foi gol ou não, mas o juíz assinala gol, diz-se que foi um "gol fantasma". Da mesma forma, se a bola cruzou a linha de gol e o juíz não marcou (como no lance de Frank Lampard, na Copa de 2010), também é chamado de "gol fantasma".

## Gols Fantasmas Famosos

### Em Copas do Mundo
| #  | Copa                | Partida                   | País Favorecido | Árbitro               | Fase         | Data       | Obs | Ref   |
| -- | ------------------- | ------------------------- | --------------- | --------------------- | ------------ | ---------- | --- | ----- |
| 1. | 1966, Inglaterra    | Ing 4 x 2 Al. Ocidental   | (3o gol)        | Gottfried Dienst      | Final        | 30/06/1966 | O gol fantasma mais famoso de todos os tempos, que ganhou a alcunha de Wembley-Tor, pela imprensa germânica. Até hoje não se sabe se realmente entrou ou não. Diversas simulações foram realizadas ao longo do tempo, usando toda sorte de tecnologias de tira-teima. Praticamente todas apontaram que a redonda não cruzou inteiramente a linha, enquanto uma famosa, realizada pelo canal de TV inglês Sky Sports em 2016, garante que ela entrou. | [ 5 ] |
| 2. | 1986, México        | Brasil 1 x 0 Espanha      | Brasil          | Christopher Bambridge | 1a Fase      | 01/06/1986 | Gol da Espanha não foi validado. A bola bateu no travessão e cruzou a linha em mais de 20cm. | [ 6 ] |
| 3. | 2010, Africa do Sul | Inglaterra 1 x 4 Alemanha | Alemanha        | Jorge Larrionda       | 8as de Final | 27/06/2010 | Gol não validado. A bola entrou 33cm no gol, mas o juiz não validou o gol por entender que a bola não havia entrado. | [ 7 ] |

### Em Outras Competições
- 1996 - UEFA Euro - Bulgária x Romênia
- 1998 - Segunda Divisão inglesa. Reading x Watford[8]
- 2005 - Semi-final da UEFA Champions League - Jogo Liverpool x Chelsea.
- 2012 - UEFA Euro - Inglaterra 1 x 0 Ucrania[9]
- 2013 - Campeonato Alemao - Bayer Leverkusen x Hoffenheim[10]

#### No Brasil
- 2005 - Campeonato Paranaense -  Jogo Atlético-PR x Império Toledo[11]
- 2014 - Campeonato Carioca -  Jogo Flamengo x Vasco[12]